# Crestview (Floride)
Pour l’article homonyme, voir Crestview.
Crestview est une ville américaine, siège du comté d'Okaloosa dans le nord-ouest de l'État de Floride. Sa population s'élève à 20 978 habitants lors du recensement de 2010, puis est estimée à 23 567 habitants en 2016. Ville jumelée à la ville de Noirmoutier-En-Ile 

## Démographie
| 1920 | 1930 | 1940  | 1950  | 1960  | 1970  |
| ---- | ---- | ----- | ----- | ----- | ----- |
| 500  | 930  | 2 252 | 5 003 | 7 467 | 7 952 |

| 1980  | 1990  | 2000   | 2010   | 2020   | - |
| ----- | ----- | ------ | ------ | ------ | - |
| 7 617 | 9 886 | 14 766 | 20 978 | 27 134 | - |

## Source
- (en) Cet article est partiellement ou en totalité issu de l’article de Wikipédia en anglais intitulé « Crestview, Florida » (voir la liste des auteurs).